# Ізраїль (Лукін)
Єпископ Ізраїль (в миру Яків Іванович Лукін; близько 1801, село Сінковце, Малоархангельский повіт, Орловська губернія — 11 (23) жовтня 1864, Шаргородський монастир) — український релігійний діяч московського походження. Єпископ Вінницький, вікарій Кам'янець-Подільської єпархії Відомства православного сповідання Російської імперії.

## Біографія
Народився близько 1801 в селі Сінковце Мало-Архангельського повіту Орловської губернії у Росії, в родині диякона. Навчався в Орловській духовній семінарії, потім поїхав на навчання до України, де вступив до Київської духовної академії, яку закінчив зі ступенем кандидата богослов'я.
З 4 грудня 1825 року — вчитель Курської духовної семінарії.
29 листопада 1827 визнаний гідним ступеня магістра.
З 9 листопада 1828 — помічник інспектора Курської духовної семінарії.
2 листопада 1831 пострижений у чернецтво. 1 січня 1832 висвячений у сан ієромонаха, 8 січня призначений бібліотекарем, а 6 лютого того ж року — інспектором Курської духовної семінарії. По сану зарахований до соборних ієромонахів Донського монастиря і виконував посаду цензора проповідей.
З 10 лютого 1834 — ректор Калузької духовної семінарії.
3 листопада 1835 возведений у сан архімандрита і призначений настоятелем Покровського Доброго Ліхвінского монастиря Калузької єпархії.

### Знову в Україні
З 3 травня 1843 — ректор Курської духовної семінарії і настоятель Білгородського Свято-Троїцького монастиря.
3 травня 1845 переведений в Рильський Миколаївський монастир, а 25 липня того ж року призначений ректором Херсонської духовної семінарії та настоятелем Одеського Успенського монастиря.
22 квітня 1848 переміщений ректором Харківської духовної семінарії та настоятелем Харківського Преображенського монастиря.
З 27 липня 1851 — ректор Тифліської духовної семінарії і настоятель Тифліського Преображенського монастиря.
2 травня 1858 призначений ректором Київської духовної академії і архімандритом Київського Братського монастиря.
24 січня 1860 хіротонізований в єпископа Вінницького, вікарія Кам'янець-Подільської єпархії.
25 березня 1861 в зв'язку зі скасуванням вікаріатства залишений настоятелем Шаргородського Миколаївського монастиря Подільської єпархії.
Помер 11 жовтня 1864. Похований Шаргородському монастирі.

## Праці
- «Слова и беседы архимандрита Израиля» в 2 томах (СПб. 1848),
- «Обозрение русских раскольничьих толков» (Харьк., 1850),
- «Беседы о значении и силе внешнего поклонения в христианской Православной Церкви и мысли христианские по случаю страшной грозы и града, бывших в г. Харькове 1 мая 1851 г.»
- «Слова, говоренные в Старо-Харьковском Преображенском монастыре» (1852)